# Grégoire Blanc
Grégoire Blanc (Parijs, 1996) is een Frans thereminspeler. Hij wordt gezien als een van de belangrijkste vertegenwoordigers van de theremin en zingende zaag op het internationale toneel.

## Biografie
Blanc begon als vierjarige met cellospelen. Daarna leerde hij zichzelf de trompet en daarna de piano te bespelen.
Op vijftienjarige leeftijd ontdekte hij de theremin, een instrument waarvoor hij een passie ontwikkelde. Aangemoedigd door zijn cellodocent aan het Conservatoire d'Issy-les-Moulineaux om een speeltechniek te ontwikkelen, publiceerde hij een paar video's op het YouTube-platform die de aandacht van een breed publiek trokken. In 2013 bracht hij een video uit waarin hij Clair de Lune uitvoerde; deze leverde meer dan 3 miljoen views op.

## Muziekstijl
Hoewel hij een klassieke opleiding kreeg, speelde Blanc verschillende muziekgenres. Debussy, Pink Floyd en Rachmaninoff maken deel uit van zijn repertoire. Hij zei ook dat hij «een beetje wilde ontsnappen aan het klassieke repertoire».
Hij wordt vaak geassocieerd met pianisten, orkesten en zelfs organisten in uitvoeringen op het podium en op het internet. Hij is een voorvechter van de erkenning van de theremin, waarbij hij het instrument een serieuze plek wil geven binnen de muziek in plaats van het te behandelen als een muzikale gadget.
Hij leidt ook conferenties rond de theremin.

## Discografie

### Album
- New York Theremin Society - Theremin 100 (2020)

### Filmmuziek
- Holy Beasts (2019)
- Es war einmal in Deutschland... (2017)
- Ondes noires (2017)